# Magdalis barbicornis
Magdalis barbicornis – gatunek chrząszcza z rodziny ryjkowcowatych. Naturalnie występuje w zachodniej części Palearktyki. Ponadto zawleczony został do nearktycznej Ameryki Północnej.

## Taksonomia
Gatunek ten opisał po raz pierwszy w 1804 roku Pierre-André Latreille pod nazwą Rhina barbicornis.

## Morfologia
Chrząszcz o ciele długości od 2,8 do 3,5 mm. Samiec ma wąską, stożkowatą głowę o mocno wysklepionych oczach oraz tak długi jak ona, słabo zakrzywiony, matowy, w części wierzchołkowej szerszy niż w nasadowej ryjek. Samica ma szeroką głowę o słabo wypukłych oczach oraz trochę dłuższy od niej, lekko połyskujący, prawie walcowaty ryjek. Czułki samicy są niezmodyfikowane, zaś samce odróżniają się m.in. bardzo mocno wydłużoną buławką. Przedplecze jest szersze niż dłuższe, w obrysie prawie prostokątne z lekkim przewężeniem na przedzie, u samicy szersze niż u samca. Punktowanie przedplecza jest stosunkowo drobne i gęste. Tarczka w całości leży na tym samym poziomie co pokrywy. Pokrywy mają silnie wgłębione rzędy o niewyraźnych punktach i mocno wysklepione międzyrzędy o delikatnym urzeźbieniu. U samca pokrywy są wydłużone, niemal równoległoboczne i znacznie szersze niż przedplecze. Samica ma pokrywy węższe, krótsze i rozszerzone ku tyłowi. Odnóża mają stopy o nieząbkowanych pazurkach.

## Ekologia i występowanie
Zarówno larwy, jak i postacie dorosłe są fitofagami drzew i krzewów liściastych z rodziny różowatych. Larwy są ksylofagami żerującymi w gałązkach głogów, gruszy pospolitej, jarzębu pospolitego, nieszpułki zwyczajnej i śliwy tarniny. Osobniki dorosłe stwierdzano ponadto na kwiatach irg, ogników i tawuł. W starszej literaturze wzmiankowane jest żerowanie na wiązach.
Naturalny zasięg gatunku jest zachodniopalearktyczny. W krainie tej znany jest z Madery, Portugalii, Wielkiej Brytanii, Francji, Belgii, Holandii, Niemiec, Szwajcarii, Austrii, Włoch, Danii, Szwecji, Norwegii, Finlandii, Estonii, Polski, Czech, Słowacji, Węgier, Mołdawii, Rumunii, Bułgarii, Chorwacji oraz europejskich części Rosji i Turcji. Północna granica jego zasięgu przebiega przez południe Półwyspu Fennoskandzkiego i Karelię. W Polsce jest owadem spotykanym dość rzadko i sporadycznie. Najpóźniej na początku XX wieku gatunek ten zawleczony został do nearktycznej Ameryki Północnej. Na kontynencie tym znaleziono go raz pierwszy w 1909 roku w stanach Massachusetts i Nowy Jork. Współcześnie znany jest również z Connecticut, Pensylwanii i Kalifornii.